# Anne Ferreira
Anne Ferreira (ur. 18 marca 1961 w Saint-Quentin) – francuska polityk, samorządowiec, posłanka do Parlamentu Europejskiego (1999–2009).

## Życiorys
Od 1981 do 1999 pracowała jako nauczycielka. W 1982 przystąpiła do Partii Socjalistycznej. Zasiadała w radzie departamentu Aisne.
Pod koniec 1999 objęła wakujący mandat posła do Parlamentu Europejskiego, w 2004 uzyskała reelekcję. Zasiadała w grupie Partii Europejskich Socjalistów, pracowała m.in. w Komisji Ochrony Środowiska Naturalnego, Zdrowia Publicznego i Bezpieczeństwa Żywności. W 2009 nie została ponownie wybrana.
Po wyborach regionalnych w 2010 została wiceprzewodniczącą rady regionalnej Pikardii.